# Đurđica Barlović
Đurđica Barlović (r. Miličević) (Split, 23. april 1950 — Zadar, 26. avgust 1992) bila je hrvatska pevačica. Rođena je u porodici splitskog dimnjačara. Umrla je iznenada u 42. godini života od posljedica infarkta.

## Biografija

### Mladost
Od rane mladosti pokazuje zanimanje za muziku. Prvi pevački nastup imala je s 13 godina na naticanju „Deca pevaju”. Redovno je pevala u programima Tribine mladih uz VIS „Batali”.
Sredinom 60-ih godina pohađala je Srednju građevinsku školu u Splitu, mada je sve više vremena posvećivala muzici. U to vreme njoj je kao i mnogima u Splitu pomogao kompozitor i dirigent Đeki Srbljenović koji joj je savetovao učenje klavira i gitare. Po završetku škole započinje profesionalnu karijeru, tada već kao solistkinja popularnog VIS-a „Batali” iz Splita. Nakon solidne karijere u Splitu, odlazi u Zagreb, gde neko vreme nastupa kao solistkinja. Iz tog vremena ostao je zabeležen njen nastup u poznatoj beogradskoj zabavnoj emisiji „Obraz uz obraz” u maju 1974. godine, kada izvodi pesmu „Kad si bio samo moj”. O svojim počecima i odlasku u Zagreb, Đurđica Barlović je u jednom intervjuu rekla: „Spakiram kofere, kažem roditeljima da idem i eto me u gradu pod Sljemenom. Da sam znala što me čeka sigurno nikad ne bih mrdnula iz Splita.”

### Novi fosili
Najveću popularnost i uspehe Đurđica Barlović ostvaruje dolaskom u Nove fosile – grupe koja će nakon dolaska kompozitora Rajka Dujmića 1976. i nešto kasnije Đurđice postati jedna od najpopularnijih pop grupa na prostoru bivše Jugoslavije.
Široj javnosti postaju poznati nakon nastupa na Splitskom festivalu zabavne muzike 1977. godine s pesmom Zdenka Runjića “Diridonda”.
Godine 1978. izdaju prvi LP Da te ne volim koji postaje pravi diskografski hit. Pesme: „Da te ne volim”, „Neka vali gingolaju svoje barke”, „Sanjaj me”, „Nikog nema da mu kažem”, „Kaži mi, mama” ... nezaustavljivo ih vode ka vrhu estradnog neba.
Dve godine kasnije izdaju LP Nedovršene priče s hitovima: „Najdraže moje”, „Šuti moj dječače plavi”, „Zbogom...” Njihov treći LP Budi uvijek blizu izdan 1981. koji donosi kultne pesme: „Saša”, „Plava košulja”, „Hoću li znati”, „Tonka”, „Ključ ispod otirača...” plod je saradnje Rajka Dujmića s tekstopiscima Deom Volarić i Momčilom Popadićem. Iste godine izdaju i LP Hitovi sa singl ploča, kompilaciju hitova od kojih su mnogi obeležili njihove nastupe na festivalima: „Sklopi oči”, „Tajna”, „Čuješ li me, jel ti drago”, „Reci mi tiho, tiho”, „Ne budi me mati...”
Godine 1982. Novi fosili objavljuju LP Za djecu i odrasle pun nježnih i šaljivih pjesama: „Djeca smo”, „Majčine oči”, „Samo mi se javi”, „Sanja...” Nakon ovog albuma Đurđica odlazi iz Novih fosila u želji da sredi svoj privatni život. Njoj su porodica i uloga majke bili važniji od urnebesnog ritma pop zvezde. Postala je sretna supruga i majka dva sina. Novi Fosili izdaju 1983. kompilaciju Volim te od 9 do 2 (i drugi veliki hitovi) s najvećim hitovima kad je u grupi bila Đurđica Barlović. Na njeno mesto 1983. dolazi Sanja Doležal. Godine 1984. Đurđica objavljuje svoj prvi samostalni album i time započinje njena samostalna karijera.

### Solistička karijera
Nakon odlaska iz Novih fosila Đurđica Barlović nastavlja solo karijeru često nastupajući na festivalima. Objavila je četiri albuma: 1984. Đurđica, 1985. Za tebe ću..., 1986. Ti si to moje nešto i 1988. Da odmorim dušu. Na njima se ističu pjesme: „Dalje moram sama”, „Osjećam to”, „Ljubiš me u vrat”, „Da odmorim dušu”, „Sestrice”. Godine 1992. je trebalo da izda novi album, ali je smrt bila brža. Nakon njene smrti objavljen je album Nedovršena priča 1993. koji je obuhvatio njene najpoznatije pesme iz vremena s Novim fosilima i solističke karijere, a 2009. izlazi dupli album Zlatna kolekcija s njenih 46 najboljih pesama iz razdoblja Novih fosila i samostalne karijere.

### Infarkt
Umrla je od posljedica akutnog infarkta srca izazvanog trombozom desne koronarne arterije, 26. avgusta 1992. u 18 sati na Internom odeljenju bolnice u Zadru.

## Nastupi na festivalima
Split:
- "Na vrh brda" (sa Nives i Mladim batalima), '73
- "Ide, ide svjetlo" (sa Anime i Mladim batalima), '74
- "Diridonda" (kao vokal Novih fosila), '77
- "Neka vali gingolaju svoje barke" (kao vokal Novih fosila) - 1. mesto, '78
- "Reci mi tiho, tiho" (kao vokal Novih fosila), '79
- "Čuješ li me, je l' ti drago" (kao vokal Novih fosila) - 1. mesto, '80
- "Gdje su ona obećanja" (kao vokal Novih fosila), '81
- "Sumrak ljubavi", '84
- "Ive s rive", '85
- "Utjeho moja", '86
- "Zbogom anđele", '87
- "Došla marka dinaru na more", '88

Zagreb:
- "Zauvijek", '73
- "Tko visoko diže nos" (kao vokal Novih fosila), '77
- "Da te ne volim" (kao vokal Novih fosila), '78
- "Tajna" (kao vokal Novih fosila), '79
- "Nemaš više vremena za mene" (kao vokal Novih fosila) - 1. mesto, '80
- "Samo ti i ja" - 3. mesto i nagrada za najbolju interpretaciju, nagrada za najbolji scenski nastup u celini, '84
- "Osjećam to", nagrada stručnog žirija, '85
- "Tako mi dođe da zaplačem", '86
- "Požaliti neću", '88
- "Samo na tren", '89
- "Anđeo čuvar", '91

Vaš šlager sezone, Sarajevo:
- "Ne oplakuj nas ljubavi" (kao vokal Novih fosila), '79
- "Nikad više staro vino" (kao vokal Novih fosila), '80
- "Ako ikad' odeš",'88

Opatija:
- "Sklopi oči" (kao vokal Novih fosila) - 1. mesto, '79
- "Najdraže moje" (kao vokal Novih fosila) - 1. mesto, '80

Beogradsko proleće:
- "Moj svijet bez tebe" (kao vokal Novih fosila), '79

Slavonija, Slavonska Požega:
- Ode drmeš, dođe rok (kao vokal Novih fosila), '78
- To ti je parada (kao vokal Novih fosila), '79

MESAM:
- "Žao mi je", '85
- "A mogli smo zajedno", '86

Jugoslovenski izbor za Evrosong:
- "Oko moje" (kao vokal Novih fosila) - 2. mesto, Beograd '81
- "Vikend tata, vikend mama" (kao vokal Novih fosila) - 2. mesto, Ljubljana '82
- "Volim te od 9 do 2" (kao vokal Novih fosila) - 2. mesto, Novi Sad '83

## Diskografija

### Novi fosili
- 1978. - Da te ne volim
- 1980. - Nedovršene priče
- 1981. - Hitovi sa singl ploča (kompilacija)
- 1981. - Budi uvijek blizu
- 1982. - Za djecu i odrasle
- 1983. - Volim te od 9 do 2 (i drugi veliki hitovi) (1978—1983) (kompilacija)
- 2006. - The Platinum Collection
- 2010. - Love collection (najbolje ljubavne pjesme)
- 2011. - Uvijek blizu - boksset od 4 CD-a (najbolje od Fosila 1974-1999)

### Samostalna karijera
- 1984. - Đurđica - platinasti album
- 1985. - Za tebe ću... - dijamantni album
- 1986. - Ti si to moje nešto - zlatni album
- 1988. - Da odmorim dušu - zlatni album
- 1993. - Nedovršena priča (kompilacija)
- 2009. - Zlatna kolekcija
- 2012. - Love collection (najbolje ljubavne pesme)